# Rafa Fonteriz
José Rafael Fonteriz Alcayna (València, 1961) és un dibuixant de còmics valencià.
Els seus inicis daten de la dècada de 1980, al camp de la publicitat. Rafa Fonteriz comença a publicar còmic a "Au-Ka", realitzant les seues primeres històries llargues, "Doble Engaño" y "El legado", per a La General. Als anys 90 col·labora a Camacuc i s'integra al segell La Cúpula. Després de triomfar amb la pornogràfica X-Women, publicada a "Kiss Comix", pasa a la revista senyera d'Ediciones La Cúpula, "El Víbora", on publica Efecto Dominó, que no va poder igualar l'èxit de l'anterior. És en esta data quan comença a introduir-se al mercat exterior de superherois.
Ha dibuixat sèries de superherois per a Marvel als EUA (Nocturne) i per a també a Espanya per a Planeta (Iberia Inc.). Per al mercat europeu, ha realitzat els àlbums Avatar, amb guió de J.M. Aguilera, i Efecto Dominó.
També ha treballat regularment la historieta porno. Durant els 90 va publicar en Kiss Comix la seva sèrie XXX-Women, protagonitzada per paròdies pornogràfiques d'alguns dels superherois més coneguts. A EUA la sèrie va ser publicada independentment i després reeditada en àlbum per Fantagraphics. Des de la dècada dels 2000 regularment a la revista Eros Comix, realitzant sèries com Historias de sexo y estilo, El sueño de la razón o Cazadora de reliquias, així com una continuació de XXX-Women.
El seu dibuix és de factura clàssica i acadèmica.

## Obra
| Títol                                    | Any               | Tipus | Publicació           |
| ---------------------------------------- | ----------------- | ----- | -------------------- |
| Doble Engaño                             | 05/1989           | Àlbum | La General Ediciones |
| El retorn de Tirant lo Blanc             | 1990              | Àlbum | JJG2                 |
| El legado                                | 1991              | Àlbum | La General Ediciones |
| El Grial                                 |                   | Sèrie | "Camacuc"            |
| L'Home Bestia                            |                   | Sèrie | "Camacuc"            |
| X-Women                                  | 1992              | Sèrie | "Kiss Comix"         |
| Urizen                                   | 1992              | Sèrie | "El Maquinista"      |
| Efecto Dominó                            | 1994              | Sèrie | "El Víbora"          |
| Iberia Inc.                              | 12/1996 a 05/1997 | Sèrie | Línea Laberinto      |
| Carmilla. Nuestra Señora de los vampiros | 1999              |       | Dude Comics          |